# Ushahidi
Ushahidi, Inc. è una azienda no-profit che sviluppa software open source gratuito (LGPL) per la raccolta, la visualizzazione e la geolocalizzazione interattiva di informazioni.
Ushahidi (in Swahili sta per "testimonianza" o "testimone") creò un sito web (http://legacy.ushahidi.com Archiviato il 7 settembre 2013 in Internet Archive.) nel periodo immediatamente successivo alle contrastate elezioni presidenziali in Kenya del 2007, che raccolse le testimonianze oculari sulle violenze, poi inviate per e-mail e messaggi di testo e geolocalizzate su una mappa di Google maps.
L'organizzazione usa il paradigma di crowdsourcing rivolto all'attivismo sociale e alla responsabilità pubblica, servendo come modello iniziale per quello che è stato coniato come ‘activist mapping’, ovvero la combinazione di attivismo sociale, giornalismo partecipativo e informazione geospaziale. Ushahidi offre degli strumenti che permettono agli osservatori locali di inviare informazioni usando i loro telefoni cellulari o internet creando un archivio temporale e geospaziale degli eventi.

## Piattaforme

### Ushahidi
La piattaforma Ushahidi è costruita sul framework web Koana, una biforcazione del framework CodeIgniter. Essa include il supporto integrato per Nexmo wholesale SMS API e Clickatell SMS gateways. Ushahidi fornisce l'opzione per usare le mappe OpenStreetMap nella sua interfaccia utente ma richiede le API di Google Maps per la geocodifica. Ushahidi è spesso installato usando un gateway locale creato da un'installazione locale di FrontlineSMS. Questo video fornisce una buona panoramica sulle diverse modalità con cui la piattaforma viene usata nel mondo.

#### Versioni e Nomi in codice
- 1.0 Mogadishu - 10.12.2009
- 1.2 Haiti - ~22.01.2010
- 2.0 Luanda - 22.11.2010
- 2.1 Tunis - 09.08.2011
- 2.2 Juba - 13.03.2012
- 2.3 Juba - 24.04.2012

### Crowdmap
La crowdmap è progettata e realizzata dal team di Ushahidi; finalizzata alla raccolta di informazioni relative ad eventi di crisi. L'evoluzione della piattaforma va di pari passo con quella dei diversi utilizzi che ne vengono fatti. La crowdmap permette attualmente di realizzare la propria installazione di Ushahidi senza dover usare un web server ma facendo affidamento sui servizi gratuiti di hosting forniti dall'azienda Ushahidi. Sin dalla sua pubblicazione avvenuta nel 2010, importanti installazioni di crowdmap hanno documentato la protesta globale Occupy e la protesta anti tagli di Londra del 2011.
Il 31 dicembre 2010 il team di Ushaidi annunciava la crowdmap: Checkin, un add-on geosocial che permette agli utenti un'alternativa a siti come Foursquare e Gowalla. Invece che compilare moduli on line, checkins permette agli utenti di velocizzare l'inserimento dei dati per la loro crowdmap, focalizzandosi principalmente sulla località e aggiungendo solo in seguito informazioni più dettagliate.

### SwiftRiver
SwiftRiver è una suite di prodotti per la raccolta e l'analisi in tempo reale dei dati che complementa I prodotti di visualizzazione e geolocalizzazione di Ushahidi. Spesso chiamato "L'iniziativa SwiftRiver” lo scopo del progetto è quello di “rendere democratico l'accesso agli strumenti per dare un senso all'informazione".
SwiftRiver è una piattaforma gratuita ed open source che aiuta le persone ad estrarre una grande quantità di informazione in tempi ristretti. Essa nacque dall'esigenza di comprendere e agire basandosi sull'onda della grande quantità di dati che nelle prime 24 ore da un disastro diventa incontrollabile. Sin dalla nascita di SwiftRiver c'è un grande interesse da parte delle sale stampa, degli analisti politici e degli uffici marketing per questa piattaforma open source alternativa alle piattaforme proprietarie software di analisi dati. La piattaforma SwiftRiver offre applicazioni che combinano l'elaborazione dell'analisi artificiale/linguaggio naturale, data-mining dagli SMS e Twitter e algoritmi di verifica per fonti diverse di informazioni.
SwiftRiver ha tre funzioni primarie: 1. Strutturare dati non strutturati 2. Classificazione e assegnazione di priorità alle informazioni in tempo reale 3. Loro contestualizzazione (esempio: aggiunta del luogo).
SwiftRiver viene considerata erroneamente un'applicazione laddove è una piattaforma che consiste di API.

## Storia

### Inizi in Kenya
Ushahidi.com (in swahili sta per “testimonianza” o “testimone”) usato per la prima volta nelle contrastate elezioni in Kenya del 2007 è anche il nome del software open source sviluppato per il sito che sin dalla sua nascita è stato sviluppato e usato per un certo numero di progetti simili in tutto il mondo.
Il sito keniota è stato sviluppato e diretto da diversi blogger e sviluppatori software tutti attualmente o inizialmente residenti in Kenya: Erik Hersman, Juliana Rotich, Ory Okolloh e David Kobia. Il sito fu proposto all'inizio da Okolloh, sviluppato con poche risorse economiche e messo on line in pochi giorni.
Il 23 dicembre 2010 il cofondatore e Direttore Esecutivo di Ushahidi Ory Okolloh annunciò che si dimetteva per andare a lavorare a Google.

### Utilizzi successivi alle elezioni del 2007 in Kenya
Le violenze successive alle elezioni in Kenya del 2007 furono l'oggetto di uno studio dell'istituto Harvard Humanitarian e furono menzionate in un rapporto del Berkman Center.
Immediatamente dopo il suo uso iniziale in Kenya, il software Ushahidi fu usato per creare un sito simile per tenere traccia degli episodi di xenofobia nel maggio del 2008 in Sud Africa
Il software è stato da allora usato per mappare la violenza in Congo all'inizio del novembre 2008.
Ushahidi è stato usato in Kenya, Malawi, Uganda e Zambia per tenere traccia delle scorte di magazzino dei farmaci per prevenirne il loro esaurimento.
Infine, è stato usato per monitorare le elezioni in Messico e in India.
Esso è stato usato anche da Al Jazeera per raccogliere le testimonianze oculari durante la guerra di Gaza del 2008-2009.

### 2010

#### Haiti
Nel 2010, in seguito al terremoto di Haiti del 2010, Patrick Meier unì in uno sforzo comune Ushahidi, The Fletcher School of Law & Diplomacy, UN OCHA/Colombia e la International Network of Crisis Mappers (CM*Net), avviando il sito Haiti implementation. Alcune ore dopo molti tecnici e personale attivo in ambito umanitario si unì all'iniziativa.
Quasi 40.000 rapporti indipendenti furono inviati al progetto Haiti Ushahidi, tra i quali furono tracciati quasi 4000 eventi distinti .

#### Cile
Solo un mese dopo il terremoto ad Haiti, il terremoto in Cile vide Patrick Meier attivo nel lancio del sito di Ushahidi-Cile, entro poche ore dopo la notizia della prima scossa. Il sito del Cile è co-gestito con la School of International and Public Affairs, Columbia University negli USA e supportato da Chilean American.

#### Washington, D.C.
Allo spuntare della bufera di neve del 2010, il Washington Post e l'azienda di sviluppo web PICnet usò il software per creare un sito per mappare le strade bloccate e per informazioni utili.

#### Italia
Ha inizio la localizzazione della piattaforma, grazie a Elena Rapisardi, primo passo per la sua conoscenza e diffusione in Italia e successivamente in Europa. Rapisardi, insieme con Giovanni Lotto, lanciarono la prima crowdmap italiana Open Foreste Italiane, con lo scopo di elencare e geolocalizzare informazioni per prevenire e gestire incendi boschivi; l'importanza ed il significato del progetto sono stati riportati sul blog di Ushahidi.
Sebbene Open Foreste non abbia avuto un gran successo per la prevenzione degli incendi, ha dimostrato la sua importanza per due motivi:
- diversamente da precedenti usi, la piattaforma è stata utilizzata in assenza di crisi o emergenze in atto, con lo scopo di raccogliere, localizzare, condividere e diffondere informazioni, mostrando la consapevolezza delle possibilità del Web 2.0 ed un differente approccio alla prevenzione dei rischi di origine naturale;[31]
- ha diffuso in Italia la conoscenza ed il potenziale di Ushahidi, del crowdmapping e dell'uso sociale del crowdsourcing.

Ushahidi fu utilizzato poi negli anni successivi in diverse applicazioni, sia pubbliche sia private, ed in particolar modo da strutture della Protezione Civile, la maggior parte delle quali basate sul nuovo approccio alla piattaforma (si veda l'elenco non completo pubblicato nella crowdmap Italian Crowdsourcing Projects).

#### Russia
Ushahidi è stato usato in Russia per installare una “mappa di assistenza” per lavoratori volontari necessaria dopo gli incendi verificatisi nel 2010.

### 2011

#### Italia
Nel 2011 sono molti i progetti realizzati con la Ushahidi Crowdmap, grazie anche alla versione cloud crowdmap.com pubblicata nella seconda metà del 2010 (si veda l'elenco non completo pubblicato nella crowdmap Italian Crowdsourcing Projects).

La prima innovativa iniziativa per il monitoraggio di un Service provider WIMAX è stata possibile grazie al paradigma della crowdmap Wimax Monitoring ideata da Giuseppe CALAMITA. Creata nel luglio del 2011 è usata per il monitoraggio della qualità della connessione dell'Internet Service Provider 4G Wimax Linkem s.p.a. in modo da verificare se un disservizio di rete sia da attribuire al gestore, all'utente o a cause esterne (jammer, ecc.).

Il Gruppo Editoriale L'Espresso utilizza la crowdmap Ushahidi per due progetti legati alle edizioni locali di Livorno e Pavia: Segnala Livorno - Il Tirreno e La Provincia Pavese.

Diverse sono state le crowdmap in caso di emergenze o dedicate ai rischi naturali; a titolo di esempio GeoAvalanche, Alluvione 25 ottobre, Allerta Meteo Palermo, Terremoto Emilia 2012.

#### Australia
L'Australian Broadcasting Corporation ha usato Ushahidi per mappare le inondazioni nel Queensland di gennaio.

#### Christchurch
Usando Ushahidi, in meno di 24 ore dopo il terremoto del 22 febbraio 2011 a Christchurch in Nuova Zelanda fu lanciato il sito Christchurch Recovery Map (non più attivo). Il sito mappava la localizzazione di servizi quali cibo, acqua, servizi igienici, carburante, distributori automatici di contante e supporto medico. Le informazioni furono raccolte tramite messaggi su twitter, usando l'hashtag #eqnz, messaggi SMS ed e-mail. Il sito fu realizzato da un gruppo di professionisti del web e gestito da volontari.

#### Medio Oriente
Ushahidi ha permesso ai manifestanti pro-democrazia attraverso il Medio Oriente di organizzare e comunicare quello accadeva intorno a loro agli inizi del 2011 On Tuesday, March 2, the UN Office for the Coordination of Humanitarian Affairs (OCHA) requested that the The Standby Volunteer Task Force Archiviato il 9 aprile 2011 in Internet Archive. be activated for Libya. The Task Force's Tech Team set up a password protected Ushahidi platform almost immediately and several days later launched a public version at OCHA's request. This allowed users to contribute relevant information about ground conditions as they occurred.

#### Giappone
Ushahidi è stato usato per aiutare i terremotati del Giappone nel marzo 2011: Japan Recovery Map

#### Stati Uniti d'America
Durante le inondazioni del fiume Missouri nel 2011 è stato usato Ushahidi. The MightyMoRiver Project

#### Macedonia
Il Transparency Watch Project sta usando la piattaforma Ushahidi per tenere traccia dei casi di corruzione riferiti nella Repubblica di Macedonia. PrijaviKorupcija è un progetto congiunto tra: Transparency International – Macedonia e il Center for International Relations che permette ai cittadini di segnalare i casi di corruzione tramite ONE (operatore di telefonia mobile) attraverso l'invio di messaggi SMS dai loro telefoni cellulari, di messaggi di e-mail, usando moduli via web, l'hashtag #korupcijaMK su www.Twitter.com o una telefonata.

### 2012

#### Armenia
Sul sito iDitord la piattaforma Ushahidi è stata usata per monitorare le elezioni parlamentari il 6 maggio.

#### Balcani
Al Jazeera nei Balcani ha realizzato una piattaforma Ushahidi il 5 febbraio 2012 per tenere traccia dell'emergenza causata dal freddo estremo e dalla neve.

### 2013

#### Italia
Sul sito Mappa Emergenze Veneto per la georeferenziazione dei punti salienti inerenti l'Esercitazione di Protezione Civile per la commemorazione del 50 anniversario della tragedia del Vajont. Nord Est 2013. Il sito è curato dalla Direzione Interregionale Vigili del Fuoco per il Veneto e Trentino Alto Adige.